# Thông lá dẹt
Thông lá dẹp (danh pháp hai phần: Pinus krempfii) còn gọi là thông hai lá dẹt hay thông Sri, thông Sré là một loài thực vật thuộc họ Thông. Loài này được Lecomte miêu tả khoa học đầu tiên năm 1921.

## Mô tả
Cây gỗ to, có tán hình ô, cao 30 – 35 m, đường kính thân đến 0,7 m, cá biệt có khi đến gần 2m. Gốc có bạnh. Vỏ cây già màu nâu hồng, bong thành mảng không đều, có nhựa. Mỗi cành ngắn mang 2 lá. Tất cả đều tập trung thành túm nhỏ ở đầu cành. Đặc điểm đặc trưng nhất là lá hình dải mác nhọn đầu, dẹp. Do tính chất bất thường này (lá dẹp), nên nó được đặt trong phân đoạn riêng của chính nó, gọi là Krempfianae. Lá cành non dài 10 – 16 cm, rộng 6mm, to hơn lá của cành trưởng thành, dài 4 – 7 cm, rộng 2 - 4mm.
Nón đơn tính, nón đực hình trụ, nón cái mọc đơn độc, hướng xuống dưới, hình trứng, dài 4 – 9 cm, rộng 3 – 8 cm. Khi chín các vảy nón không mở hết đến gốc như thông hai lá hoặc thông ba lá. Mặt vảy lồi, hình thoi với một dường ngang lồi ở giữa, rố mặt vẩy hơi lồi. Hạt nhỏ, hình bầu dài, có cánh tròn ở đầu, tất cả dài 2,5 cm.

## Sinh học
Nón xuất hiện vào tháng 4 - 5, hạt chín vào tháng 7 - 10. Trong rừng nguyên sinh có độ tàn che lớn (0,8) và đất có tầng mùn dày (>50 cm), ở trên sườn và đỉnh hầu như không gặp cây tái sinh, cá biệt chỉ gặp 1 - 2 cây mạ ở cách gốc cây mẹ 20m nơi cây gỗ lớn mới đổ và ở những rừng hỗn giao có độ che khá lớn (0,6 - 0,8) thông lá dẹp cũng tái sinh kém. Nhưng nơi trồng có tầng mùm mỏng, độ ẩm cao, lại gặp rất nhiều cây mạ. Điều này chứng tỏ cây mạ đòi hỏi có nhiều ánh sáng.

## Nơi sống và sinh thái
Mọc thành đám nhỏ, ít khi đơn độc trong rừng rậm nhiệt đới thường xanh mưa mùa ẩm, ở núi thấp và núi trung bình, hỗn giao cây lá rộng và lá kim, ở độ cao từ 1000 – 2000 m, tập trung nhất ở 1200 – 1800 m. Điều kiện đất đai, đất có tầng mùn dày 20 – 40 cm, màu nâu đen. Ở ven suối, thông lá dẹt thường mọc chung với thông nàng (Podocarpus imbricatus), thông tre (Podocarpus neriifolius), hồi núi (Illicium griffithii) v.v.. Trên các sườn và dông núi các loài mọc chung là các loài Quercus clioclada, Lithocarpus truncata, Castanopsis sp. (họ Dẻ - Fagaceae), một số loài thuộc chi Cryptocarya (họ Long não - Lauraceae), loài Illicium sp. (họ Hồi - Illiciaceae). Thường chiếm tầng cao nhất của tán rừng.

## Phân bố
Loài đặc hữu của Việt Nam, mới chỉ gặp ở điểm lấy mẫu chuẩn thuộc tỉnh Khánh Hoà (Ninh Hòa: núi Vọng Phu), Lâm Đồng (Lạc Dương: suối Vàng, Đơn Dương; đèo Ngoạn Mục).

## Giá trị
Nguồn gen quý, hiếm và độc đáo nhất ở Việt Nam với lá hình dải mác chứ không hình kim như các loài thông khác. Đó là một loài cây được nhiều nhà thực vật học trong nước và nước ngoài quan tậm. Gỗ mềm, ít nhựa, màu từ trắng đến vàng nhạt, nhẹ, có nhiều đặc tính kỹ thuật tốt có thể sử dụng như gỗ thông ba lá.

## Tình trạng
Loài hiếm. Mức độ đe dọa: Bậc R. có thể bị đe dọa tuyệt chủng do thu hẹp môi trường sống là rừng.

## Đề nghị biện pháp bảo vệ
Bảo vệ tuyệt đối trong tự nhiên ở khu rừng cấm Cổng Trời (xã Lát, huyện Lạc Dương, tỉnh Lâm Đồng), là nơi thông lá dẹt mọc tập trung nhất. Cần gấp rút thu thập cây sống để trồng trong các vườn thực vật.

## Hình ảnh

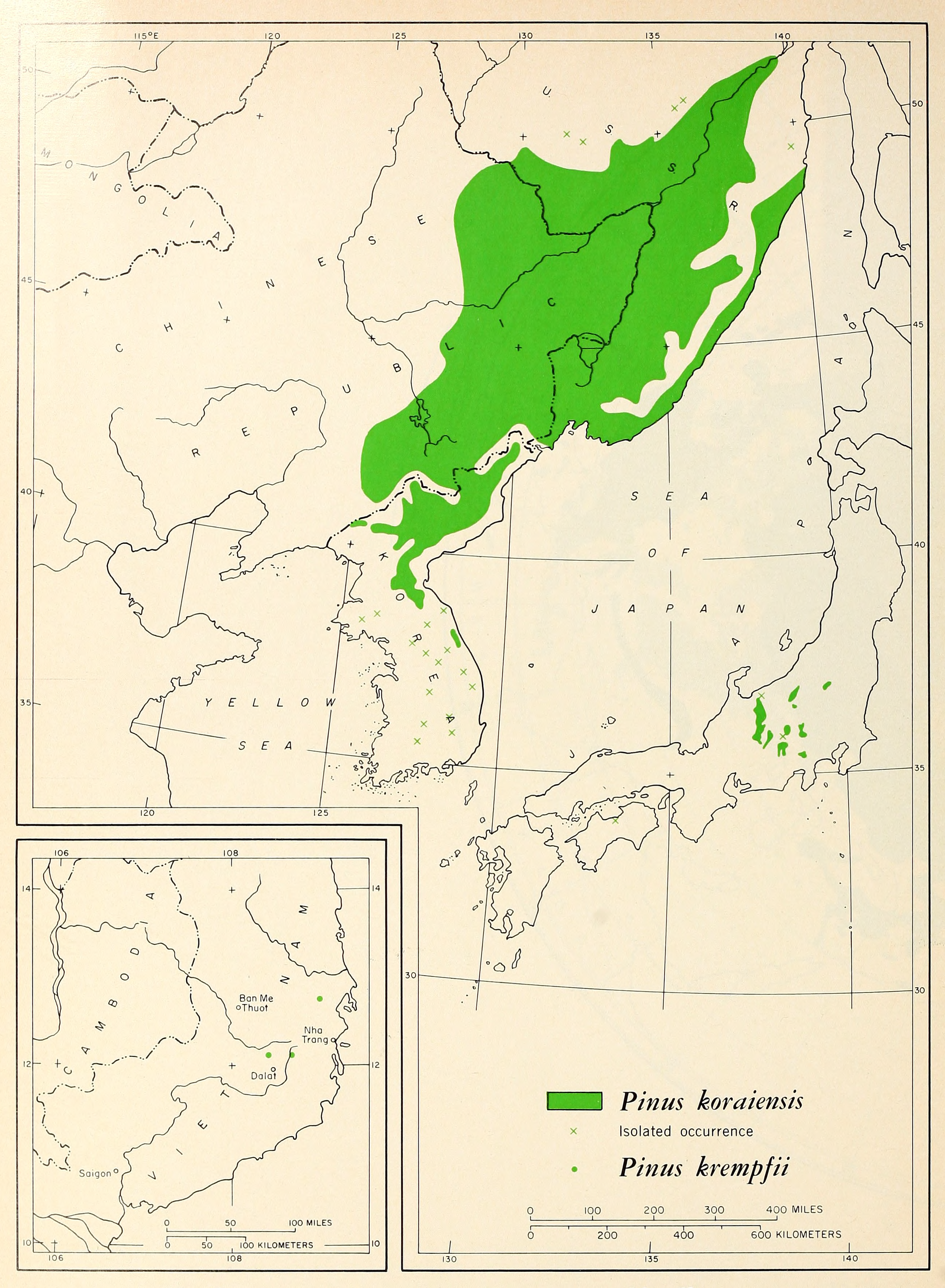